# Numericable
Numericable és un operador de cable i empresa de serveis de telecomunicacions. Va ser creada el 2007 per la fusió entre les empreses coompetidores Noos i NC Numericable xarxes. El Grup Numericable SA va ser fundat l'agost 2013 per actuar com l'empresa mare del grup d'empreses de Numericable i per oferir les seves participacions a borsa. L'empresa proporciona serveis de banda ampla de cable dins França, Luxemburg i Portugal, i ofereix televisió digital i analògica, internet i serveis de telefonia domèstica.
És el principal proveïdor de cable internet i televisiu a la França metropolitana. Des de 2012, disposa de la xarxa de Banda ampla més potent de França, incloent una porció petita que utilitza FTTX o fibra òptica. El 19 de setembre de 2013, després d'unes converses fallides amb l'empresa francesa SFR, Numericable va anunciar que faria els primers passos per fer una oferta pública d'adquisició d'aquesta al mercat NYSE Euronext de París.
El 4 de març de 2014, Numericable va donar suport a
 pel seu accionista majoritari Altice, fent una oferta per comprar Vivendi, la línia de telecomunicacions mòbils de SFR, i la segona més gran del país. L'empresa es va fusionar amb SFR el novembre de 2014, tot creant Numericable-SFR. Numericable també opera a Luxemburg i a Portugal. Abans que la seva filial local esdevingués independent, Numericable era també present a Bèlgica.

## Directors
- Philippe Besnier (Març 2005 – Agost 2008)
- Pierre Danon (setembre 2008 – desembre 2010)
- Eric Denoyer (desembre 2010 – present)